# Dragovanščak
Dragovanščak – wieś w Chorwacji, w żupanii zagrzebskiej, w mieście Jastrebarsko. W 2011 roku liczyła 101 mieszkańców.